# Jan Styka
Jan Styka (8 tháng 4 năm 1858 tại Lwów - 11 tháng 4 năm 1925 tại Rome) là họa sĩ Ba Lan chuyên sáng tác những bức tranh toàn cảnh lịch sử, chiến trường và Kitô giáo. Ông còn là diễn giả yêu nước vĩ đại. Bài phát biểu của ông xuất bản năm 1915 với tựa đề tiếng Pháp là L'âme de la Pologne (Linh hồn Ba Lan).

## Tiểu sử
Jan Styka là con trai của Styka, sĩ quan Séc ở Đế quốc Áo-Hungary. Ông theo học tại Học viện Mỹ thuật ở Vienna, Áo, sau đó ông cư trú tại Kraków vào năm 1882 để nghiên cứu tranh sử của Jan Matejko. Sau đó, ông trở lại Lwów và mở xưởng vẽ ở đó. Tại đây, ông cùng họa sĩ lịch sử nổi tiếng Ba Lan Wojciech Kossak sáng tạo nên tác phẩm nổi tiếng Toàn cảnh Trận chiếnRacławice. Sau đó, ông đến Ý trong một thời gian ngắn trước khi chuyển đến Pháp, đi theo phong nghệ thuật ở Montmartre và Montparnasse.

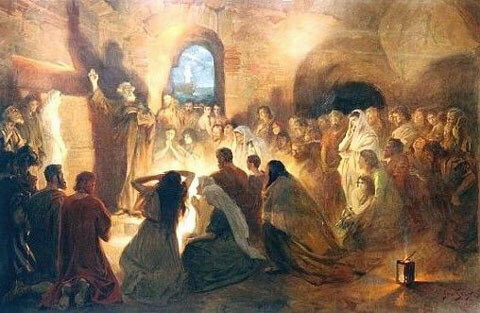
Thánh Pêtrô Rao giảng Phúc Âm trong Hầm mộ bởi Jan Styka

Một số bức tranh nổi tiếng: Thánh Pêtrô Rao giảng Phúc Âm trong Hầm mộ (vẽ ở Paris năm 1902), Toàn cảnh Transylvania (1897).
Styka qua đời năm 1925. Thi hài ông được được chôn cất tại Rome. Năm 1959, hài cốt của ông được đưa về Hoa Kỳ để an táng tại nghĩa trang Forest Lawn.

## Những bức tranh nổi bật

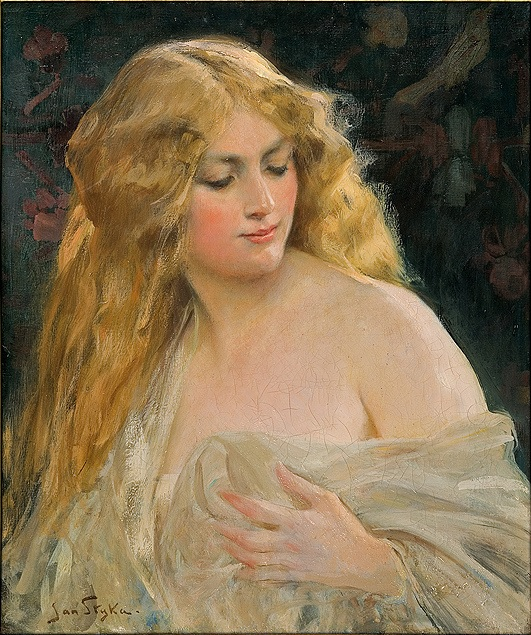
Calypso
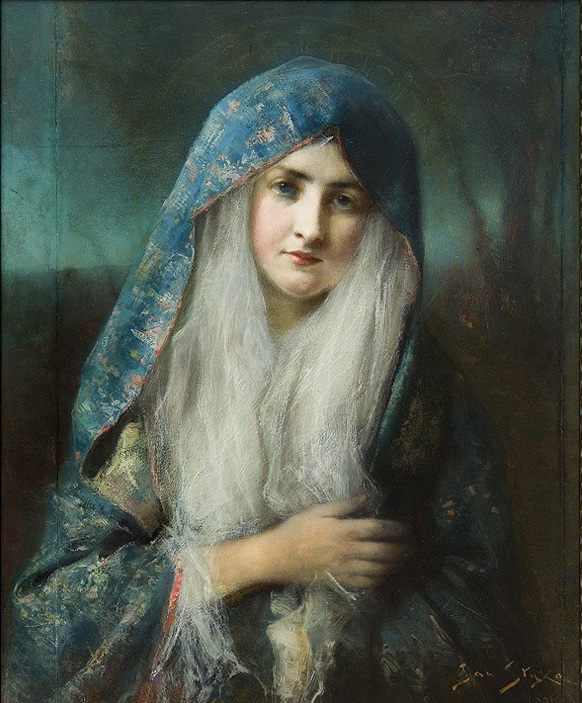
Madonna, 1906
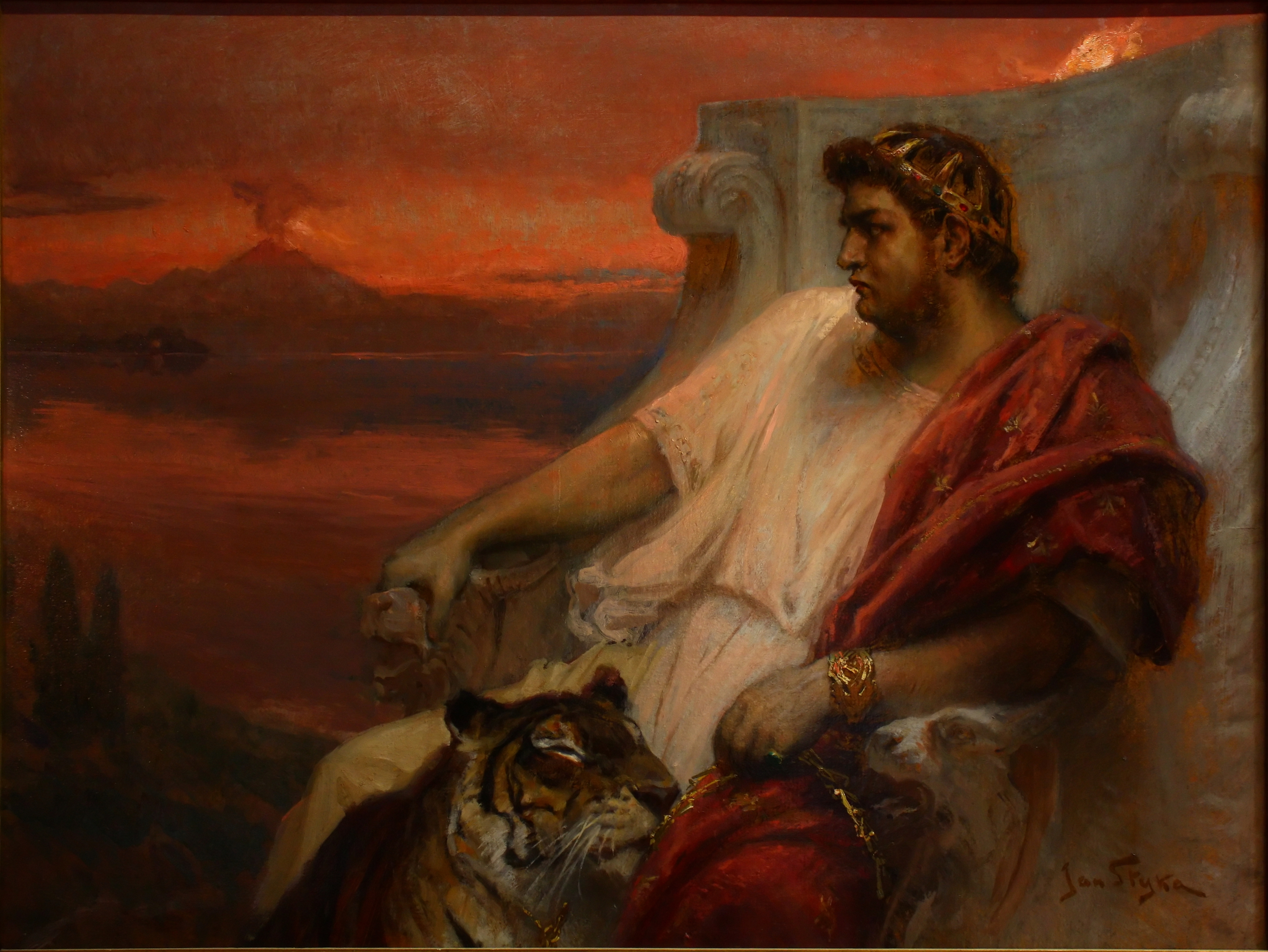
Nero tại Baiae, c. 1900
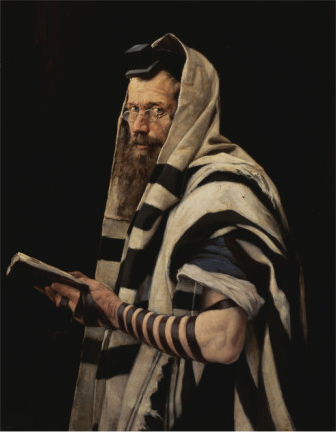
Giáo sĩ với Tefillin, ca. 1925
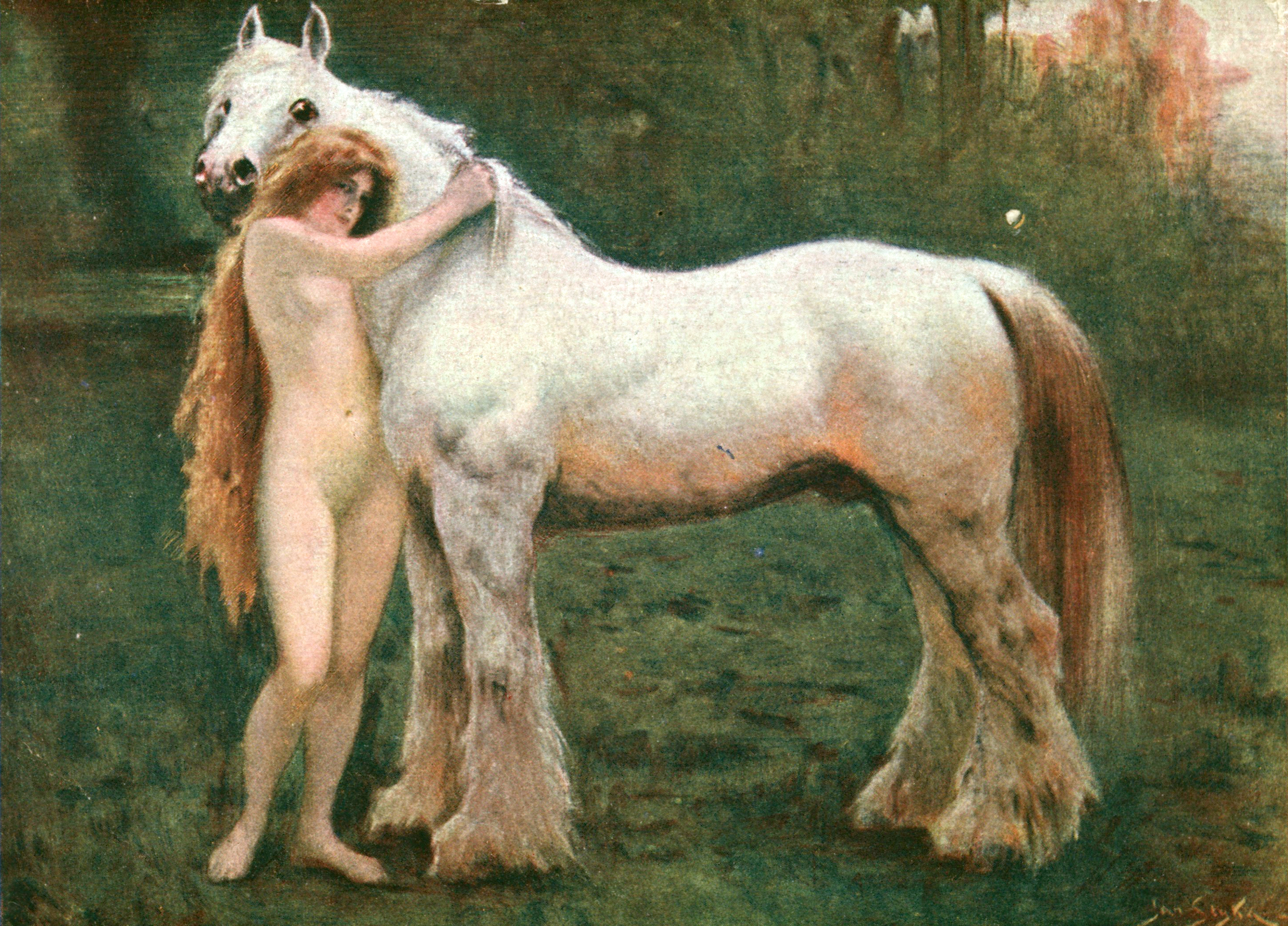
Nymph and và Chiến Mã, 1920
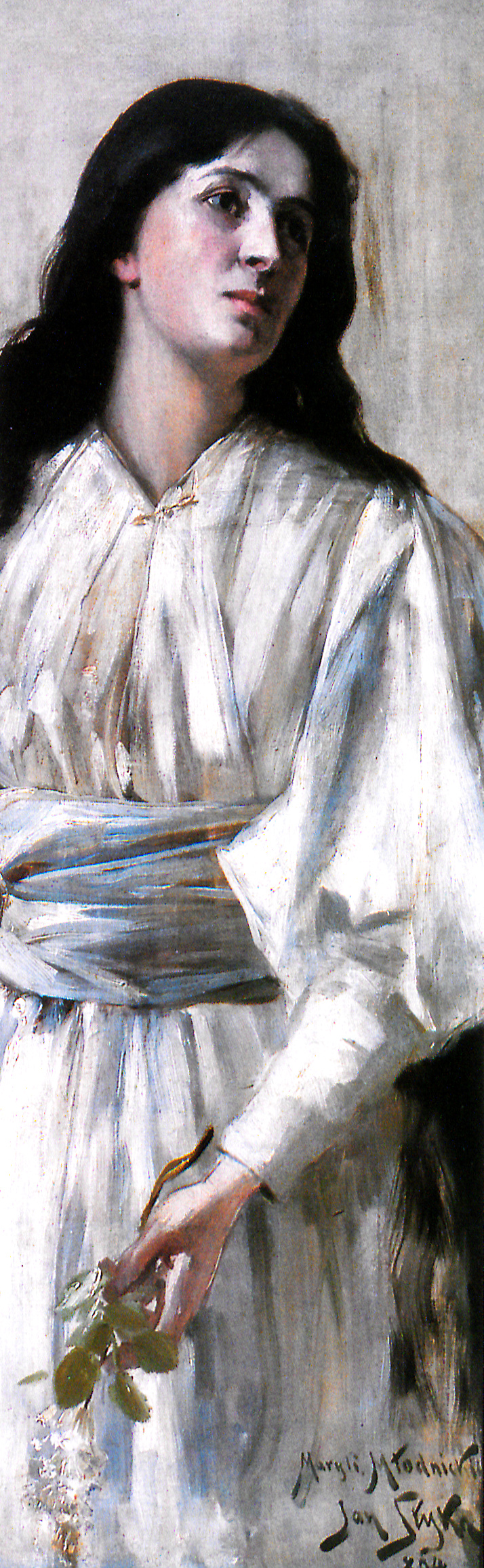
Chân dung Maryla Młodnicka-Wolska
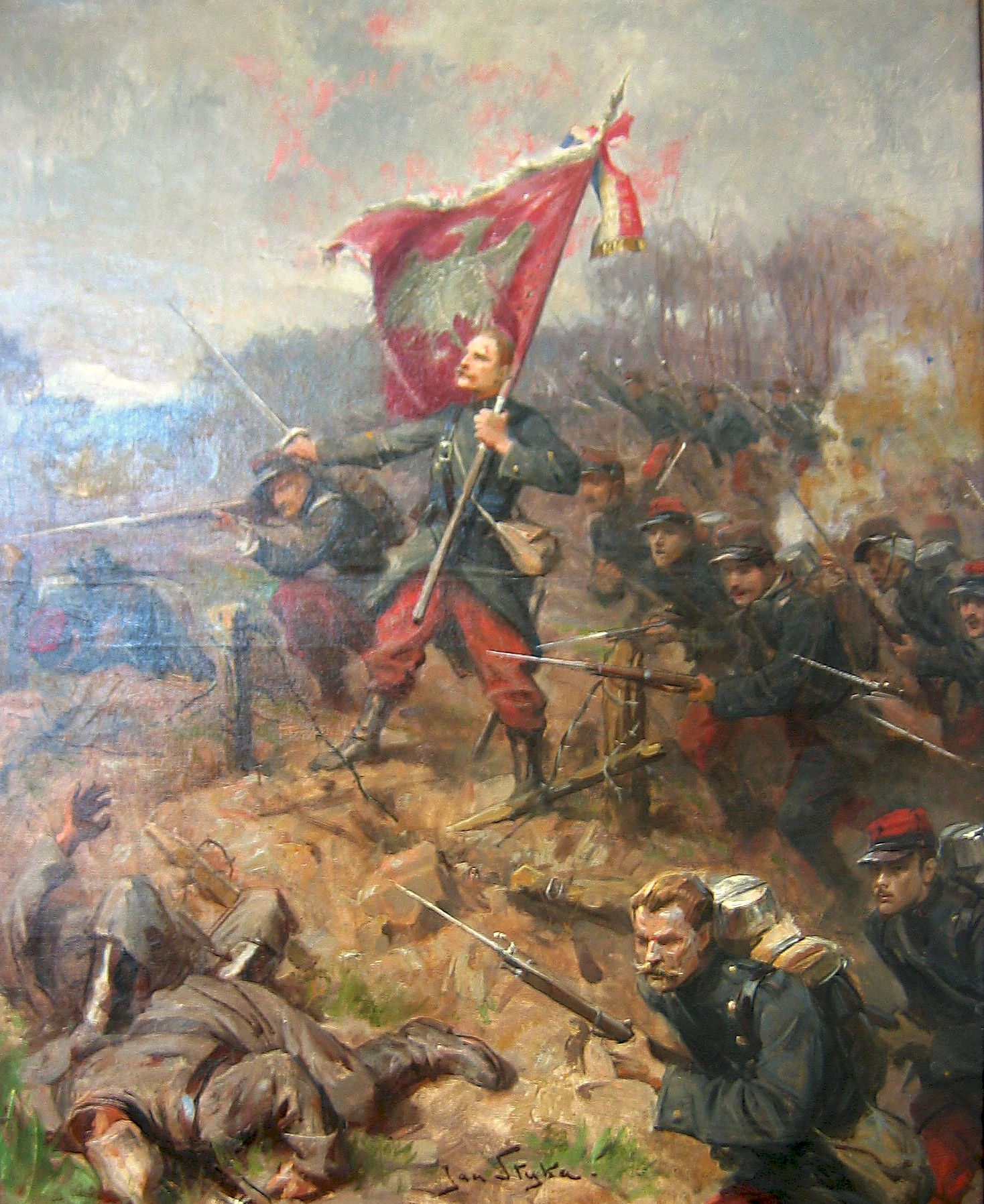
Cái chết của Władysław Szujski trong Trận chiến Sillery
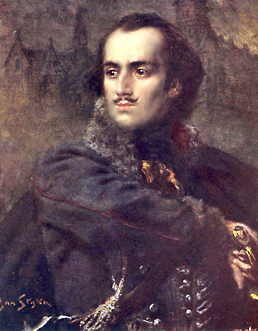
Kazimierz Pułaski, 1925
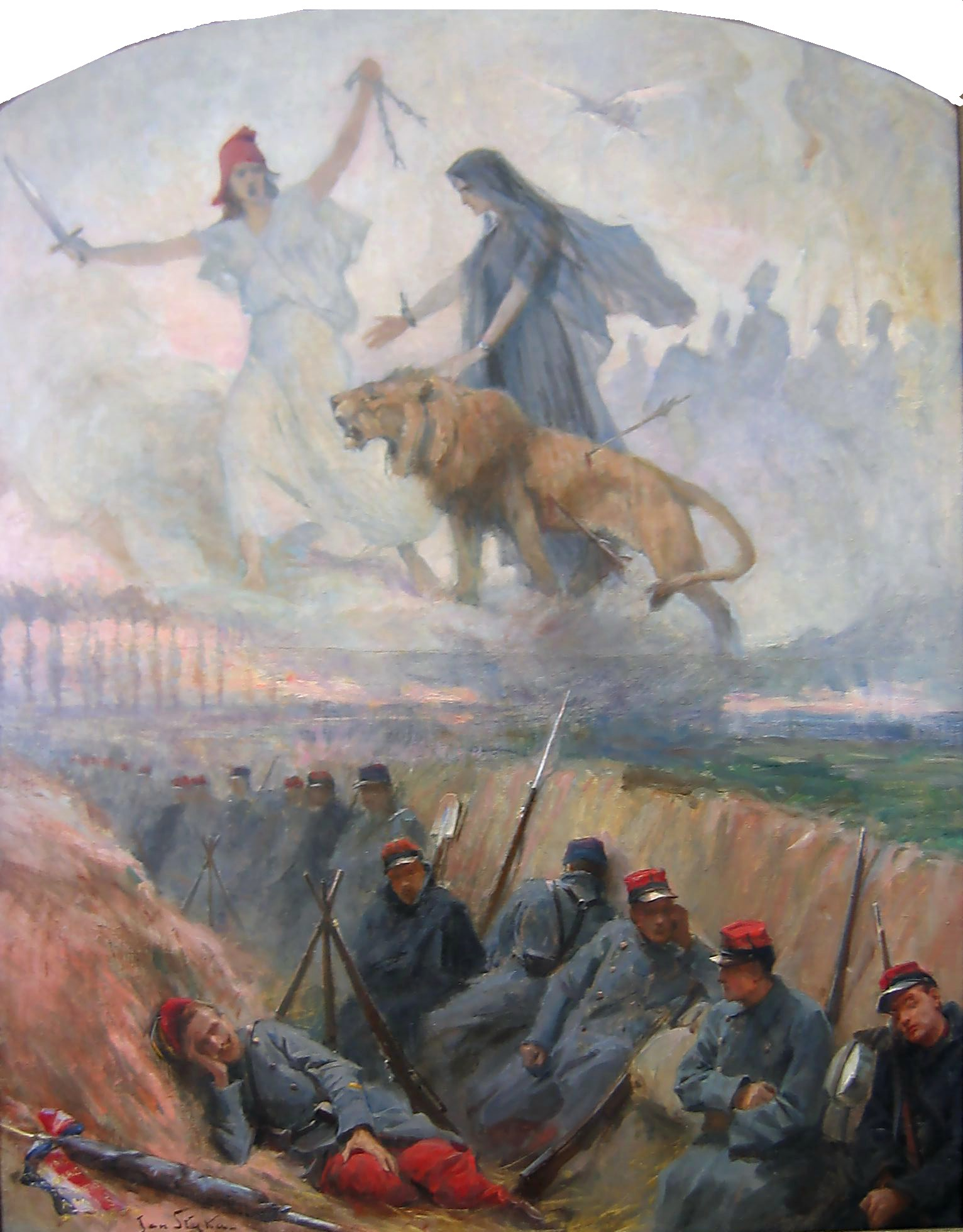
Sen wolontariuszów polskich w okopach francuskich. (Giấc mơ của các lính tình nguyện Ba Lan trên chiến hào nước Pháp)